# Benedetto Lanza
Benedetto Giuseppe Antonio „Bettino“ Lanza (* 24. Mai 1924 in Florenz; † 11. März 2016 ebenda) war ein italienischer Biologe und Herpetologe. Seine Forschungen konzentrierten sich hauptsächlich auf Amphibien und Reptilien aus Italien und dem Horn von Afrika, aber auch auf andere zoologische Gruppen wie Fledermäuse, Weich- und Krebstiere sowie auf Höhlentiere, die Naturgeschichte der Inseln und die Wissenschaftsgeschichte.

## Leben
Lanza interessierte sich bereits in sehr jungen Jahren für die Natur und widmete sich dem Sammeln und Studium von Tieren und Pflanzen. 1942 qualifizierte er sich am Liceo Classico «Gallileo Galilei» in den klassischen Wissenschaften. 1949 schloss er sein Studium der Medizin und Chirurgie an der Universität Florenz ab, wo er ab 1956 als Assistenzprofessor für Zoologie lehrte und 1971 den Lehrstuhl für Allgemeine Biologie an der Fakultät für Mathematik, Physik und Naturwissenschaften erhielt. Von 1972 bis 1992 war er Direktor des Museo di storia naturale sezione di zoologia La Specola.
Lanzas erste Publikation wurde 1946 veröffentlicht. Es folgten über 500 Schriften zu einer Vielzahl von Themen, von Ökologie bis Biogeographie, von zoologischer Systematik bis Biospeleologie, Anatomie, Biologie, Botanik, Taxonomie, Evolution und anderen. Dank der zahlreichen Expeditionen, an denen er teilnahm, und dank seiner Beziehungen zu Kollegen und  Naturforschern aus der ganzen Welt, trug er große Sammlungen zusammen, die er dem Naturhistorischen Museum von Florenz vermachte. Der beträchtliche Zuwachs der Amphibien- und Reptiliensammlung des Museums ist zum großen Teil auf das kontinuierliche Eintreffen von Proben zurückzuführen, die direkt und indirekt mit Lanzas Forschungstätigkeit zusammenhängen, insbesondere auf die Übertragung von zwei seiner Privatsammlungen. Die erste stammt aus dem Jahr 1985 und zählt mehr als 1500 Exemplare, die zweite, die Neue Herpetologische Sammlung Lanza (NHCL), kam in den folgenden Jahren seit 1986 ins Museum und besteht aus mehreren tausend Proben.
Lanzas Beitrag zur herpetologischen Sammlung des Museums ist zudem mit dem Studium und der Bestimmung eines großen Teils des Materials verbunden, aus dem es sich zusammensetzt, insbesondere jenes aus Somalia. Zu seinen bedeutendsten Forschungen gehören auch die über die Europäischen Höhlensalamander und über die Herpetofauna der Satelliteninseln von Korsika. Ferner unternahm Lanza Reisen zu den Galapagosinseln, Patagonien, Feuerland, zum Galite-Archipel (Tunesien), Jordanien und zu den Farasan-Inseln (Saudi-Arabien).
Von 1985 bis 1993 war Lanza Präsident der Societas Europaea Herpetologica und von 1993 bis 1997 der Societas Herpetologica Italica. Er war Mitglied und Ehrenmitglied zahlreicher italienischer und ausländischer wissenschaftlicher Gesellschaften. Zuletzt wurde er zum Ehrenmitglied der Unione Zoologica Italiana (Italienische Zoologische Union) ernannt.
2015 veröffentlichte er mit Ugo Funaioli und Marco Riccucci sein letztes Buch The Bats of Somalia and Neighbouring Areas.

## Dedikationsnamen
Nach Lanza sind folgende Gattungen, Arten und Unterarten benannt: Chalcides lanzai Pasteur, 1967, Emys orbicularis lanzai Fritz, 1995, Latastia laticaudata lanzai Arillo, Balletto & Spano, 1967, Lanzarana Clarke, 1982 und Salamandra lanzai Nascetti, Andreone, Capula & Bullini, 1988, Hypsugo lanzai Benda, Al-Jumaily, Reiter & Nasher, 2011.

## Erstbeschreibungen von Benedetto Lanza
Lanza war an folgenden Erstbeschreibungen beteiligt:
- Acanthodactylus harranensis Baran, Kumlutas, Lanza, Sindaco, Avci & Crucitti, 2005
- Aprosdoketophis andreonei Wallach, Lanza & Nistri, 2010
- Chalcides colosii Lanza, 1957
- Coluber scortecci Lanza, 1963
- Discoglossus galganoi Capula, Nascetti, Lanza, Bullini & Crespo, 1985
- Discoglossus montalentii Lanza, Nascetti, Capula & Bullini, 1984
- Eirenis thospitis Schmidtler & Lanza, 1990
- Elapsoidea chelazzii Lanza, 1979
- Eryx borrii Lanza & Nistri, 2005
- Hemidactylus arnoldi Lanza, 1978
- Hemidactylus bavazzanoi Lanza, 1978
- Hemidactylus funaiolii Lanza, 1978
- Hemidactylus granchii Lanza, 1978
- Hemidactylus ophiolepoides Lanza, 1978
- Hydromantes josephscorteccii Lanza, 1964
- Hydromantes ambrosii (Lanza, 1955)
- Hydromantes sarrabusensis Lanza, Leo, Forti, Cimmaruta, Caputo & Nascetti, 2001
- Hydromantes supramontis (Lanza, Nascetti & Bullini, 1986)
- Lanzarana largeni (Lanza, 1978)
- Lycodon ferroni Lanza, 1999
- Lygosoma grandisonianum Lanza & Carfi, 1966
- Lygosoma paedocarinatum Lanza & Carfi, 1968
- Lygosoma simonettai Lanza, 1979
- Mesalina ercolinii (Lanza & Poggesi, 1975)
- Platyceps messanai (Schätti & Lanza, 1989)
- Pristurus simonettai (Lanza & Sassi, 1968)
- Trachylepis ferrarai (Lanza, 1978)

## Schriften (Auswahl)
- Fauna D’Italia: IV – Mammalia: Generalità – Insectivora, Chiroptera, 1959
- Pesci, anfibi e rettili. Piccola fauna italiana, 1968
- Gli Anfibi e i Rettili delle isole circumsiciliane, 1973
- La Ceroplastica nella Scienza e nell’Arte: Atti del 1 Congresso Internazionale, Firenze, 3–7 giugno 1975 (Vol. 1), 1978
- Le Cere Anatomiche della Specola, 1979
- Notes on the natural history of some minor Galapagos Islands, 1980
- Dizionario del Regno Animale, 1982
- Anfibi, Rettili (Amphibia, Reptilia), 1983
- Anatomical Waxes of La Specola (Ergänzung zum Original Le Cere Anatomiche della Specola), 1995
- Anfibi d’Italia. Disegni di Umberto Catalano eseguiti con la collaborazione e la suerpvisione degli Autori. Ministero dell’Ambiente e della Tutela del Territorio e del Mare – Instituto Superiore per la Protezione e la Ricerca Ambietale, 2009
- Fauna D’Italia: Mammalia I. Chiroptera, 2012
- The Bats of Somalia and Neighbouring Areas, 2015